# Main Plaza
Il Main Plaza (noto anche con il nome completo di Lindner Hotel & Residence Main Plaza) è un grattacielo alto 88 metri situato a Francoforte sul Meno inaugurato il 1º ottobre 2001.

## Descrizione
Si trova sul lato meridionale del fiume Meno nel distretto di Sachsenhausen am Deutschherrnufer. L'architetto che ha progettato l'edificio è Hans Kollhoff. L'edificio ha una facciata in mattoni di color rosso scuro (simile alla torre Kollhoff situata a Berlino)e ricorda nell'aspetto i grattacieli degli anni 20. I dettagli citano l'American Standard Building del 1923 a New York. Il Lindner Hotel & Residence Main Plaza ha 23 piani con 118 camere d'albergo e 17 appartamenti.